# Tte. Julio Gallardo Airport
Tte. Julio Gallardo Airport är en flygplats i Chile.   Den ligger i provinsen Provincia de Última Esperanza och regionen Región de Magallanes y de la Antártica Chilena, i den södra delen av landet, 2 000 km söder om huvudstaden Santiago de Chile. Tte. Julio Gallardo Airport ligger 68 meter över havet.
Terrängen runt Tte. Julio Gallardo Airport är varierad. Närmaste större samhälle är Puerto Natales, 6,4 km söder om Tte. Julio Gallardo Airport. 
Omgivningarna runt Tte. Julio Gallardo Airport är i huvudsak ett öppet busklandskap. Trakten runt Tte. Julio Gallardo Airport är nära nog obefolkad, med mindre än två invånare per kvadratkilometer.